# Kabarnet
Kabarnet es una localidad de Kenia, con estatus de municipio, capital del condado de Baringo.
Tiene 27 278 habitantes según el censo de 2009.

## Toponimia
Recibe su nombre del misionero australiano Albert Edmund Barnett, miembro de la Africa Inland Mission que se fue a trabajar al centro de Kenia en 1908. Ka es la marca de "casa" en kalenjin, por lo que "Kabarnet" significa "casa de Barnett".

## Demografía
Los 27 278 habitantes del municipio se reparten así en el censo de 2009:
- Población urbana: 17 645 habitantes (8218 hombres y 9427 mujeres)
- Población periurbana: 7701 habitantes (3657 hombres y 4044 mujeres)
- Población rural: 1932 habitantes (938 hombres y 994 mujeres)

## Transportes
Se localiza sobre la carretera C51, que une Marigat con el condado de Uasin Gishu pasando por Tambach.